# Cesare Patrone
Cesare Patrone (Buenos Aires, 14 aprile 1954) è un dirigente pubblico e poliziotto italiano.
Dal 2004 al 2016 è stato il capo del Corpo Forestale dello Stato.

## Biografia
Nato in Argentina a Buenos Aires, ottiene la laurea in ingegneria all'Università La Sapienza di Roma. Nel 1981 entra nel Corpo Forestale dello Stato come funzionario, fino al 1990 opera nel Parco Nazionale del Circeo come capo dell'Ufficio Tecnico.
Nel 1996 raggiunge il grado di primo dirigente e nel 1999 è capo del reparto Addestramento della Scuola del Corpo forestale dello Stato. Nel 2000 è comandante regionale del corpo in Abruzzo.
Nel 2002 svolge l'attività di presidente del Parco nazionale della Majella (Abruzzo), finché il 28 aprile del 2004 il consiglio dei ministri lo promuove dirigente generale del ministero delle politiche agricole - capo del Corpo forestale dello Stato, subentrando a Giuseppe Di Croce, che aveva lasciato l'incarico per termine del mandato nove mesi prima.
Nel 2009 è stato premiato dal presidente della Repubblica Giorgio Napolitano con la medaglia d'oro al Merito ambientale.
Il 31 dicembre 2016 lascia il vertice del Corpo forestale con l'assorbimento di questo nell'Arma dei carabinieri, e fino al mese di aprile 2017 è capo del Nucleo stralcio per le procedure di assorbimento nell’Arma dei Carabinieri.
In data 25 ottobre 2017 è stato oggetto di un'interrogazione parlamentare in merito ad un'eventuale designazione al vertice di una neocostituita sezione specializzata nei crimini ambientali dei servizi di intelligence italiani.